# Industrijski turizem
Industrijski turizem je mogoče opredeliti kot obiske območij, kjer je širši javnosti omogočen ogled določenega strokovnega znanja iz preteklosti, sedanjosti in prihodnosti. 
Industrijski turizem je podvrsta v turistični dejavnosti, ki je nastala predvsem zaradi različnih sprememb na trgu, katere namen je preoblikovati obstoječe zarjavele elemente industrije v nove priložnosti, pri čemer je poudarjeno oživljanje gospodarstva po principu trajnostnega razvoja in doseganja večje stopnje promocije okolja, objektov, kulture in ljudi. Industrijski turizem se torej naslanja na razvoj novih ali obstoječih industrijskih danosti, ki izhajajo iz preteklih zgodovinskih industrijskih procesov nekega objekta, dejavnosti, kraja ali regije.

## Oblike industrijskega turizma
Industrijski turizem lahko razdelimo v tri kategorije:
- turizem industrijske dediščine
- obiski podjetij, ki odpirajo svoja vrata obiskovalcem s predstavitvijo njihove proizvodnje
- znanstveni turizem

## Industrijski turizem v Sloveniji

### Turizem industrijske dediščine
- Kovaški muzej Kropa
- Muzej pošte in telekomunikacij Polhov Gradec
- Pivovarski muzej Pivovarne Union Ljubljana
- Tehniški muzej Slovenije Bistra
- Železniški muzej Slovenskih železnic Ljubljana

### Obiski podjetij, ki odpirajo svoja vrata obiskovalcem s predstavitvijo njihove proizvodnje
- Riko Hiše
- Lafarge Cement Trbovlje
- Jedrska elektrarna Krško
- Krka (podjetje)
- Pivovarna Laško
- Pivovarna Union
- Premogovnik Velenje

### Znanstveni turizem
- Institut "Jožef Stefan"